# Brookfield (Connecticut)
Brookfield – miejscowość w Stanach Zjednoczonych, w stanie Connecticut, w hrabstwie Fairfield, nad jeziorem Candlewood.

## Religia

### Wyznanie rzymskokatolickie
- Parafia św. Józefa
- Parafia św. Małgorzaty Bourgeoys